# J.C.V.D.
J.C.V.D. (ang. JCVD) – belgijsko-luksembursko-francuska komedia sensacyjna z 2008 roku w reżyserii Mabrouka El Mechriego. Główną rolę w filmie zagrał belgijski aktor Jean-Claude Van Damme. Zdjęcia kręcono w Brukseli i Luksemburgu.

## Opis fabuły
Akcja filmu rozgrywa się w Hollywood. Sława gwiazdora kina akcji JCVD przemija. Aktor przeżywa serię niepowodzeń w życiu zawodowym i osobistym. Postanawia wrócić do rodzinnej Belgii. Tymczasem jego prawnik żąda uregulowania zaległego honorarium. JCVD musi zdobyć pieniądze.

## Obsada
- Jean-Claude Van Damme jako on sam
- François Damiens jako komisarz Bruges
- Zinedine Soualem jako mężczyzna w czapce
- Karim Belkhadra jako strażnik
- Jean-François Wolff jako trzydziestolatek
- Anne Paulicevich jako urzędniczka
- Saskia Flanders jako córka JCVD
- Dean Gregory jako realizator Tobeya Wooda
- Kim Hermans jako więzień w ubraniu kickboksera
- Steve Preston jako asystent JCVD
- Paul Rockenbrod jako Tobey Wood
- Alan Rossett jako Bernstein
- Jesse Joe Walsh jako Jeff

i inni